# Jay Bennett
Jay Bennett (15 de noviembre de 1963-24 de mayo de 2009) fue un músico multiinstrumentista, compositor y cantautor estadounidense, conocido por su trabajo en la banda Wilco.

## Biografía
Este multiinstrumentista grabó sus primeros discos en los años 1990 con el grupo de power pop Titanic Love Affair. No obstante, alcanzó su mayor relevancia como músico y compositor de la banda musical Wilco, liderada hoy por Jeff Tweedy. Con esta formación de Chicago se dice que Bennett aprendió a combinar folk y country con el rock más sofisticado y experimental. 
Bennett se incorporó a Wilco poco después de que el grupo grabara su primer álbum, A. M., y empezó enseguida a trabajar en Being there, editado en 1996, donde tocó los teclados, la guitarra y algunos instrumentos más. Con el paso del tiempo, Bennett fue adquiriendo un mayor protagonismo dentro de esta formación, lo que provocó más de una fricción entre él y Tweedy. Su participación fue determinante en los álbumes Summerteeth y Yankee Hotel Foxtrot, con el que terminó su carrera con este grupo. También tocó en Mermaid Avenue, el proyecto que inició en 1998 el cantante británico Billy Bragg y gracias al que se grabaron las letras inéditas del legendario cantautor Woody Guthrie.
Los múltiples conflictos con Tweedy, como se muestra en el documental I Am Trying To Break Your Heart, de Sam Jones, concluyeron con su expulsión del Wilco nada más concluir la grabación de Yankee Hotel Foxtrot. Bennett inició entonces una carrera en solitario que le llevó a publicar cinco álbumes: The Palace at 4.A,M (2002), Bigger Than Blue (2004), The Beloved Enemy (2004), The Magnificent Defeat (2006) y Whatever Happened I Appologize (2008). Este último disco lo regaló a través de su sitio web.
Bennett falleció el 24 de mayo de 2009 mientras dormía. La autopsia realizada reveló que el músico murió de forma accidental, por una sobredosis del analgésico fentanilo. Pocas horas después de conocer la muerte de Jay Bennett, Wilco publicó en su página web la siguiente nota: "Estamos profundamente tristes por esta tragedia. Vamos a echar de menos a Jay tal y como le recordamos, como un ser humano realmente único y dotado, alguien que realizó bien recibidas y significativas contribuciones para las canciones y la evolución de la banda. Nuestros pensamientos están con sus familiares y amigos en este difícil momento".
Tras su muerte, se creó la Jay Bennett Foundation en pro de la música y la educación.

## Discografía

### Álbumes
- The Palace at 4 a.m. (Part I) (con Edward Burch) (2002)
- Bigger than Blue (2004)
- The Beloved Enemy (2004)
- The Magnificent Defeat (2006)
- Whatever Happened I Apologize (2008)
- Kicking at the Perfumed Air (2010)